# Rocío de la Mancha
Rocío de la Mancha es una película española dirigida por Luis Lucia Mingarro en 14 de abril de 1963 y protagonizada por Rocío Dúrcal. El guion fue escrito por el propio Lucia junto a José María Palacio, basado en la idea de José Luis Colina.

## Argumento
Rocío (Rocío Dúrcal) es la mayor de cinco hermanos huérfanos de padre y madre, y su trabajo consiste en enseñar a los turistas los molinos de viento en los que se inspira el libro Don Quijote de la Mancha. En un accidente, Rocío conoce a la cantante Berta Granados, que le propone marcharse con ella a París para ayudarla a resolver un problema personal.

## Banda sonora
- "Don Quijote"
- "Buffalo Bill"
- "Canción de San Roque"
- "Que tengas suerte"
- "Alegrías de Rocío"
- "Canta conmigo"
- "Nubes de colores"
- "Mi señora Dulcinea"